# Campionatul Mondial de Atletism din 2022 - Triplu salt (masculin)
Proba masculină de triplusalt de la Campionatul Mondial de Atletism din 2022 a avut loc în perioada 21-23 iulie 2022 pe Hayward Field din Eugene, SUA.

## Standardul de calificare
Standardul de calificare a fost de 17,14m.

## Program
Ora este ora SUA (UTC-7) 
| Data     | Oră   | Etapă      |
| -------- | ----- | ---------- |
| 21 iulie | 18:20 | Calificări |
| 23 iulie | 18:00 | Finala     |

## Rezultate

### Calificări
În finală s-au calificat toți sportivii care au obținut un rezultat mai bun de 17,05m (C) sau cele mai bune 12 performanțe (c).
| Loc | Grupă | Nume                                | Țară                       | Rundă | Rundă | Rundă | Cea mai bună performanță | Note  |
| Loc | Grupă | Nume                                | Țară                       | 1     | 2     | 3     | Cea mai bună performanță | Note  |
| --- | ----- | ----------------------------------- | -------------------------- | ----- | ----- | ----- | ------------------------ | ----- |
| 1   | A     | Pedro Pichardo                      | Portugalia                 | 17,16 |       |       | 17,16                    | C     |
| 2   | B     | Hugues Fabrice Zango                | Burkina Faso               | 16,72 | 17,15 |       | 17,15                    | C     |
| 3   | B     | Emmanuel Ihemeje                    | Italia                     | 17,03 | -     | 17,13 | 17,13                    | C, SB |
| 4   | A     | Zhu Yaming                          | China                      | 17.08 |       |       | 17.08                    | C     |
| 5   | B     | Lázaro Martínez                     | Cuba                       | 16,97 | 17,06 |       | 17,06                    | C     |
| 6   | B     | Jean-Marc Pontvianne                | Franța                     | x     | 16,95 | x     | 16,95                    | c     |
| 7   | A     | Andrea Dallavalle                   | Italia                     | 16,86 | 16,75 | -     | 16,86                    | c     |
| 8   | A     | Donald Scott                        | Statele Unite ale Americii | x     | 16,74 | 16,84 | 16,84                    | c     |
| 9   | A     | Almir dos Santos                    | Brazilia                   | 16,32 | 16,52 | 16,71 | 16,71                    | c     |
| 10  | B     | Will Claye                          | Statele Unite ale Americii | 15,98 | 16,25 | 16,70 | 16,70                    | c     |
| 11  | B     | Tiago Pereira                       | Portugalia                 | x     | 16,69 | 16,56 | 16,69                    | c     |
| 12  | A     | Eldhose Paul                        | India                      | 16,12 | 16,68 | 16,34 | 16,68                    | c     |
| 13  | A     | Max Heß                             | Germania                   | 16,64 | 15,69 | 16,56 | 16,64                    |       |
| 14  | B     | Enzo Hodebar                        | Franța                     | 16,64 | x     | x     | 16,64                    |       |
| 15  | B     | Tobia Bocchi                        | Italia                     | 16,58 | x     | 16,20 | 16,58                    |       |
| 16  | B     | Chris Benard                        | Statele Unite ale Americii | x     | x     | 16,53 | 16,53                    |       |
| 17  | A     | Praveen Chithravel                  | India                      | x     | 16,30 | 16,49 | 16,49                    |       |
| 18  | A     | Christian Taylor                    | Statele Unite ale Americii | 16,17 | 16,48 | 16,44 | 16,48                    |       |
| 19  | B     | Abdulla Aboobacker Narangolintevida | India                      | 15,92 | 16,45 | 16,44 | 16,45                    |       |
| 20  | A     | Jordan Scott                        | Jamaica                    | x     | x     | 16,42 | 16,42                    |       |
| 21  | A     | Andy Eugenio Hechavarría            | Cuba                       | x     | 16,02 | 16,39 | 16,39                    |       |
| 22  | A     | Jah-Nhai Perinchief                 | Bermuda                    | 16,38 | x     | 16,26 | 16,38                    |       |
| 23  | A     | Pablo Torrijos                      | Spania                     | x     | 16,32 | x     | 16,32                    |       |
| 24  | B     | Mateus de Sá                        | Brazilia                   | 16,04 | 16,03 | x     | 16,04                    |       |
| 25  | A     | Benjamin Compaoré                   | Franța                     | x     | 16,03 | x     | 16,03                    |       |
| 26  | A     | Ben Williams                        | Marea Britanie             | x     | x     | 15,98 | 15,98                    |       |
| 27  | B     | Chengetayi Mapaya                   | Zimbabwe                   | x     | 15,75 | x     | 15,75                    |       |
|     | B     | Alexsandro Melo                     | Brazilia                   | x     | x     | x     | NM                       |       |
|     | B     | Fang Yaoqing                        | China                      |       |       |       |                          | NS    |

### Finala
Finala a avut loc pe 23 iulie.
| Loc | Nume                 | Țară                       | Rundă | Rundă | Rundă | Rundă | Rundă | Rundă | Cea mai bună performanță | Note |
| Loc | Nume                 | Țară                       | 1     | 2     | 3     | 4     | 5     | 6     | Cea mai bună performanță | Note |
| --- | -------------------- | -------------------------- | ----- | ----- | ----- | ----- | ----- | ----- | ------------------------ | ---- |
| 1   | Pedro Pichardo       | Portugalia                 | 17,95 | 17,92 | 17,57 | -     | x     | 17,51 | 17,95                    |      |
| 2   | Hugues Fabrice Zango | Burkina Faso               | 17,55 | 16,95 | 17,38 | 17,14 | x     | 17,49 | 17,55                    | SB   |
| 3   | Zhu Yaming           | China                      | 17,00 | 17,31 | x     | 16,98 | x     | 16,85 | 17,31                    | SB   |
| 4   | Andrea Dallavalle    | Italia                     | 17,25 | 17,16 | -     | 17,12 | x     | x     | 17,25                    |      |
| 5   | Emmanuel Ihemeje     | Italia                     | x     | 17,03 | 16,69 | 16,81 | 16,71 | 17,17 | 17,17                    |      |
| 6   | Donald Scott         | Statele Unite ale Americii | 17,14 | x     | 16,79 | 16,98 | 17,04 | 16,94 | 17,14                    |      |
| 7   | Almir dos Santos     | Brazilia                   | x     | 16,69 | 16,87 | x     | 16,38 | 13,26 | 16,87                    |      |
| 8   | Jean-Marc Pontvianne | Franța                     | x     | x     | 16,86 | x     | x     | x     | 16,86                    |      |
| 9   | Eldhose Paul         | India                      | 16,37 | 16,79 | 13,86 |       |       |       | 16,79                    |      |
| 10  | Tiago Pereira        | Portugalia                 | x     | 16,69 | 16,59 |       |       |       | 16,69                    |      |
| 11  | Will Claye           | Statele Unite ale Americii | x     | x     | 16,54 |       |       |       | 16,54                    |      |
|     | Lázaro Martínez      | Cuba                       | x     | x     | x     |       |       |       | FM                       |      |